# 정원부원군
정원부원군 왕균(定原府院君 王鈞, 생몰년 미상)은 고려 후기의 문신, 왕족, 외교관으로 고려 신종의 아들 양양공의 5대손이며 순화후 왕유의 아들이다. 정원백(定原伯)이 되었다가 뒤에 부원군으로 개봉되었다. 정양군 왕우, 공양왕 왕요 형제의 아버지이다. 이름은 균(鈞), 시호는 인효(仁孝)이고, 본관은 개성이다.

## 생애
생전에 정원군(定原君)에 봉해졌으며 1355년 대호군(大護軍) 김진(金瑨)과 더불어 원에 가서 방물(方物)을 바치고 귀국했다. 그 뒤 1356년 다시 원나라에 가서 어주(御酒)를 받아 돌아오자, 왕은 특별히 그에게 정원백(定原伯)에 봉하였다. 1358년 원나라에 하례사로 다녀온 뒤에 작위를 고쳐 부원군(府院君)을 봉하였다.
충렬왕의 장자 강양공 왕자의 손녀딸 국대비 왕씨와 결혼하였다. 사망년월일과 장지는 미상이다. 사후 둘째 아들 요가 왕으로 즉위하면서 삼한국 인효대공(三韓國仁孝大公)으로 추봉되었다.

## 가계
부인 국대비 왕씨는 부계로 촌수로 13촌간이 된다. 국대비 왕씨는 정원부원군의 6대조 신종의 형 명종의 7대손이 된다.
- 7대조 : 고려 제17대 인종(仁宗, 1109~1146, 재위: 1122~1146)
- 6대조 : 고려 제20대 신종(神宗, 1144~1204, 재위: 1197~1204)
- 현조 : 양양공 왕서(襄陽公 王恕) - 양양공#가족 관계
- 고조 : 시안공 왕인(始安公 王絪)
- 증조 : 서원후 왕영(西原侯 王瑛)
- 조부 : 익양후 왕분(益陽侯 王玢, ? ~1291)
  - 숙부 : 보성군 왕희(寶城君 王熙)
  - 숙부 : 익흥군 왕연(益興君 王璉)
  - 아버지 : 마한국인혜공 순화후 왕유(馬韓國仁惠公 淳化侯 王瑈, ? ~1360년 5월)
  - 어머니 : 마한국명예비 신씨(馬韓國明睿妃 申氏)
    - 동생 : 학성부원군 왕향(鶴城府院君 王珦)
    - 동생 : 익원부원군 왕소(益原府院君 王玿)
    - 동생 : 평안부원군 왕정(平安府院君 王鉦)
    - 부인 삼한국대비 왕씨(三韓國大妃 王氏) - 강양공(江陽公, 제25대 충렬왕의 차남)의 손녀
      - 장남 : 정양군 왕우(定陽君 王瑀) - 조선 태조의 사돈
        - 손자 : 정강군 왕조(定康君 王珇), 상장군[3]
        - 손자 : 원윤 왕관(元尹 王琯) - 대장군[3]
        - 손녀 : 삼한국대부인 개성 왕씨(三韓國大夫人 開城 王氏) - 하가, 무안대군 이방번(撫安大君 李芳蕃)
        - 손녀 : 개성 왕씨 - 하가, 심정(沈泟)
        - 손녀 : 개성 왕씨 - 하가, 박석명

      - 차남 : 고려 제34대 공양왕(恭讓王, 1345~1394, 재위: 1389~1392)
        - 손자 : 왕세자 정성군 왕석(定城君 王奭)
        - 손녀 : 숙녕궁주(肅寧宮主) - 하가, 익천군 왕집(益川君 王緝)
        - 손녀 : 정신궁주(貞信宮主) - 하가, 단양군 우성범(丹陽君 禹成範)
        - 손녀 : 경화궁주(敬和宮主) - 하가, 진원군(晋原君) 강회계(姜淮季)